# Fi Fornacis
Fi Fornacis (φ Foracis, förkortat Fi For, φ For) som är stjärnans Bayerbeteckning, är en ensam stjärna belägen i den mellersta delen av stjärnbilden Ugnen. Den har en skenbar magnitud på 5,13 och är synlig för blotta ögat där ljusföroreningar ej förekommer. Baserat på parallaxmätning inom Hipparcosuppdraget på ca 21,5 mas, beräknas den befinna sig på ett avstånd på ca 152 ljusår (ca 47 parsek) från solen. 

## Egenskaper
Fi Fornacis är en blå till vit stjärna i huvudserien av spektralklass A2.5 V. Den har en massa som är omkring dubbelt så stor som solens massa, en radie som är ca 1,8 gånger större än solens och utsänder från dess fotosfär ca 17 gånger mera energi än solen vid en effektiv temperatur av ca 9 500 K.
Det har också observerats att Fi Fornacis har en omgivande stoftskiva.